# .NET Compact Framework
Microsoft .NET Compact Framework je verzí .NET Frameworku, která je určena pro běh na mobilních zařízeních, jako jsou PDA, mobilní telefony a set-top boxy. Tuto technologii podporuje i herní konzole Xbox 360. První verze 1.0 RTM byla vydána ve druhé polovině roku 2002, zatím poslední verze 3.5 byla vydána 25. ledna 2008.
.NET Compact Framework používá některé shodné knihovny tříd jako klasický .NET Framework a také pár knihoven designovaných speciálně pro mobilní zařízení, jako je třeba Windows CE InputPanel.
Pro .NET Compact Framework je možné vytvářet aplikace pomocí nástrojů Microsoft Visual Studio, v programovacích jazycích C# nebo Visual Basic .NET.